# クラテール

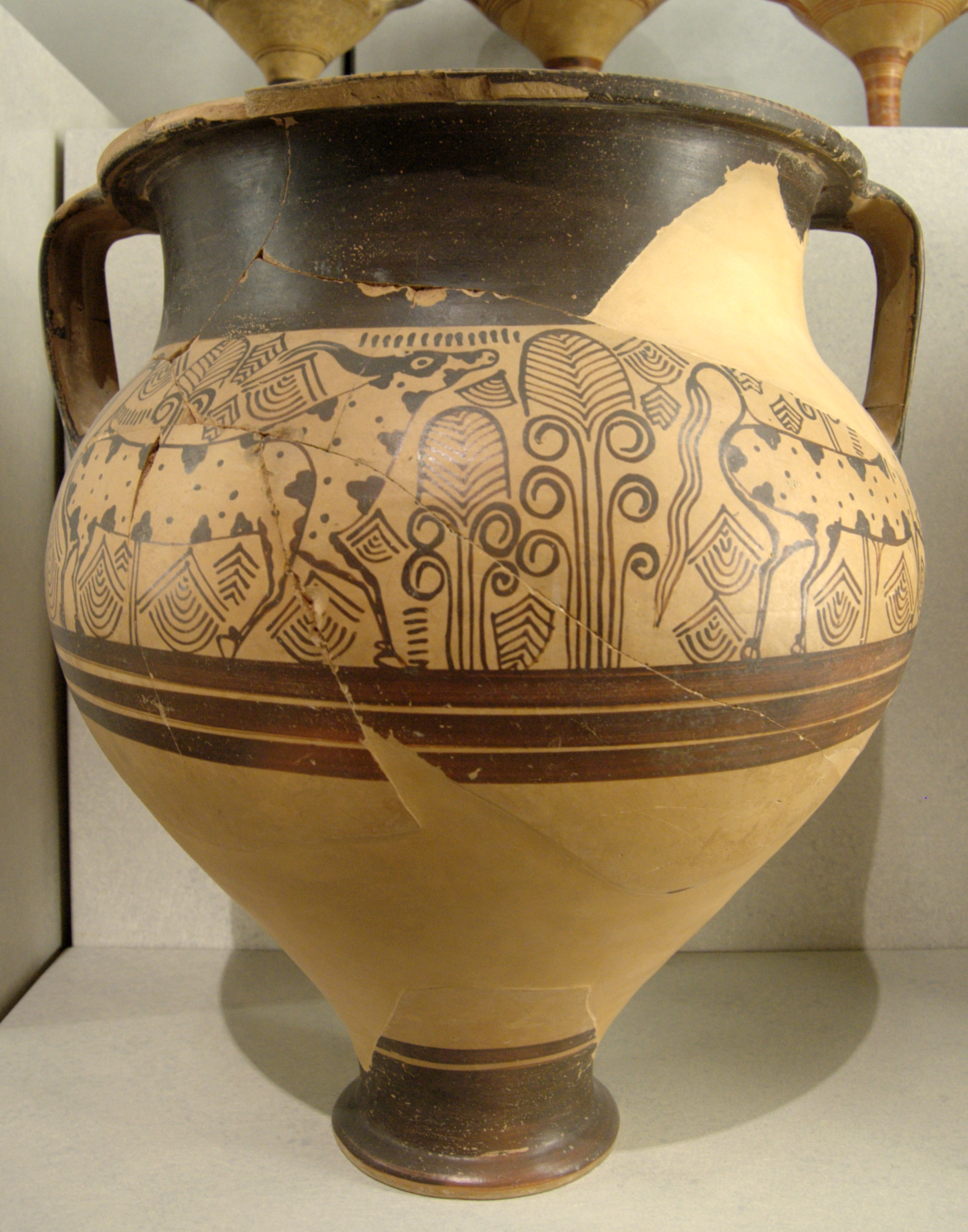
ロドス島で出土した牛とパピルス畑が描かれたクラテール。紀元前1300年ごろ。ルーヴル美術館

クラテール (kratēr、古代ギリシア語: κρατήρ) は、古代ギリシアでワインと水を混ぜるのに使われた大型の甕である。この名称は動詞の κεράννυμι (keránnymi、「混ぜる」) から派生した。

## 形状と機能
古代ギリシアでの饗宴で、クラテールは部屋の中央に置かれた。クラテールは非常に大きかったため、満たされたまま持ち運ぶのは容易ではなく、従ってワインの水割りは別の容器で汲むことになった。実際、ホメーロスの『オデュッセイア』では宴会場でクラテールからワインを汲み、走り回ってあちこちの客の杯にそれを注いでいる様子が描かれている。現代のギリシャ語で薄めていないワインを krasi (κρασί) と呼ぶが、これはワインと水をクラテールで混ぜたことに由来している。クラテールは液体を入れておくため、土器の表面に水分がしみ出さないように内側に釉薬がかけられていた。中を覗き込むのが容易だったため、美的感性による部分もあったと考えられる。

## 慣習
饗宴を始めるにあたり、参加者が饗宴の主催者 （symposiarch）、あるいは「酒の普遍的な支配者」 を選んだ。主催者はワインの給仕を管理し、ワインをどの程度薄めるかを決め、途中でさらに薄めるか、杯を満たす頻度をどうするかなどを決めた。使うクラテールを決め、どう満たして空にするかは主催者の権限で決められた。見極めのうまい主催者は、参加者がどの程度酔っているかを判断し、泥酔する客を出さずに饗宴を円滑に進行できた。

## ワインの希釈
古代ギリシアでは、希釈しない (ákratos) ワインを飲むのは大変な「無作法」と見なされ、そうして飲む人物は節度と徳に欠けた大酒飲みと見なされた。古代の著作家は長い会話に適しているワインと水の混合比率は1:3であると規定している。楽しみたい時の比率は1:2で、1:1はどんちゃん騒ぎにしか向かず、仮に供されても深酒になるため、ほとんどこの比率で出されることはなかった。
現代のワインは水で薄めると水っぽくなっておいしくない。そのため古代のワインは干しブドウなどにして糖度を増した原料を使って醸造し、現代のワインよりもアルコール度が高かったのではないかという推測もなされている。そのようなワインであれば経年劣化せず、輸送時の予測のつかない変化にも耐えただろう。しかし、古代の著作家はワイン醸造法についてあまり文献を残しておらず、この説はもっともらしいにもかかわらず証拠が無いために立証されていない。

## 型式
円柱 (column) 型クラテール
この形状はコリントスで生まれたが、アテナイで多く見られるようになった。典型的な黒絵式陶器である。
萼 (calyx) 型クラテール
おそらく紀元前525年ごろ、陶工エクセキアスが考案したと考えられる。口の部分が花の萼を思わせる形をしており、低い位置に持ち手が付いている。
渦巻 (volute) 型クラテール
アッティカ地方の様式で、紀元前4世紀末まで続いた。持ち手がイオニア式柱頭の渦巻模様のようになっている。
鐘 (bell) 型クラテール
鐘を逆さにしたような形状をしている。鐘型クラテールは全て赤絵式陶器である。

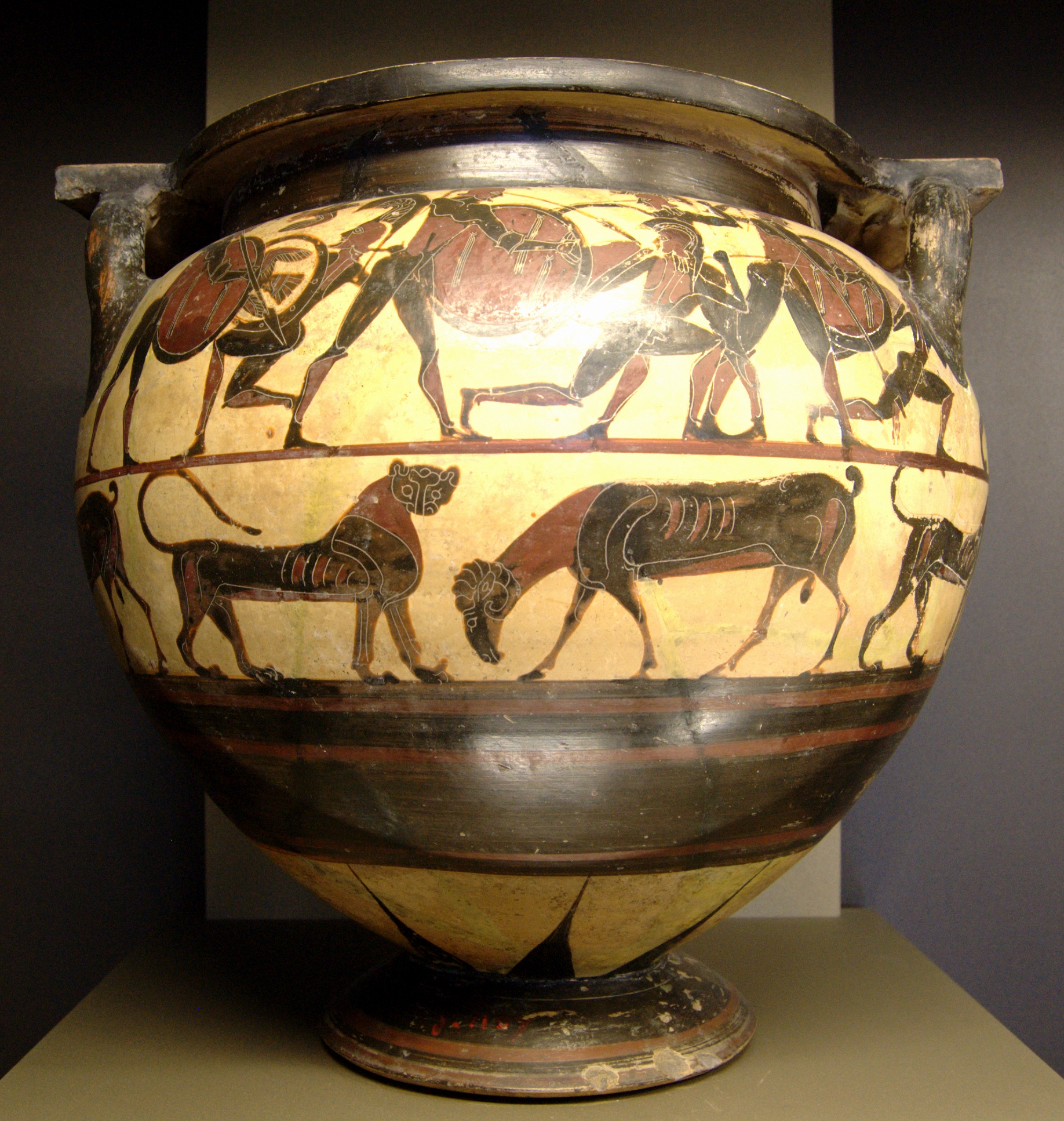
円柱型
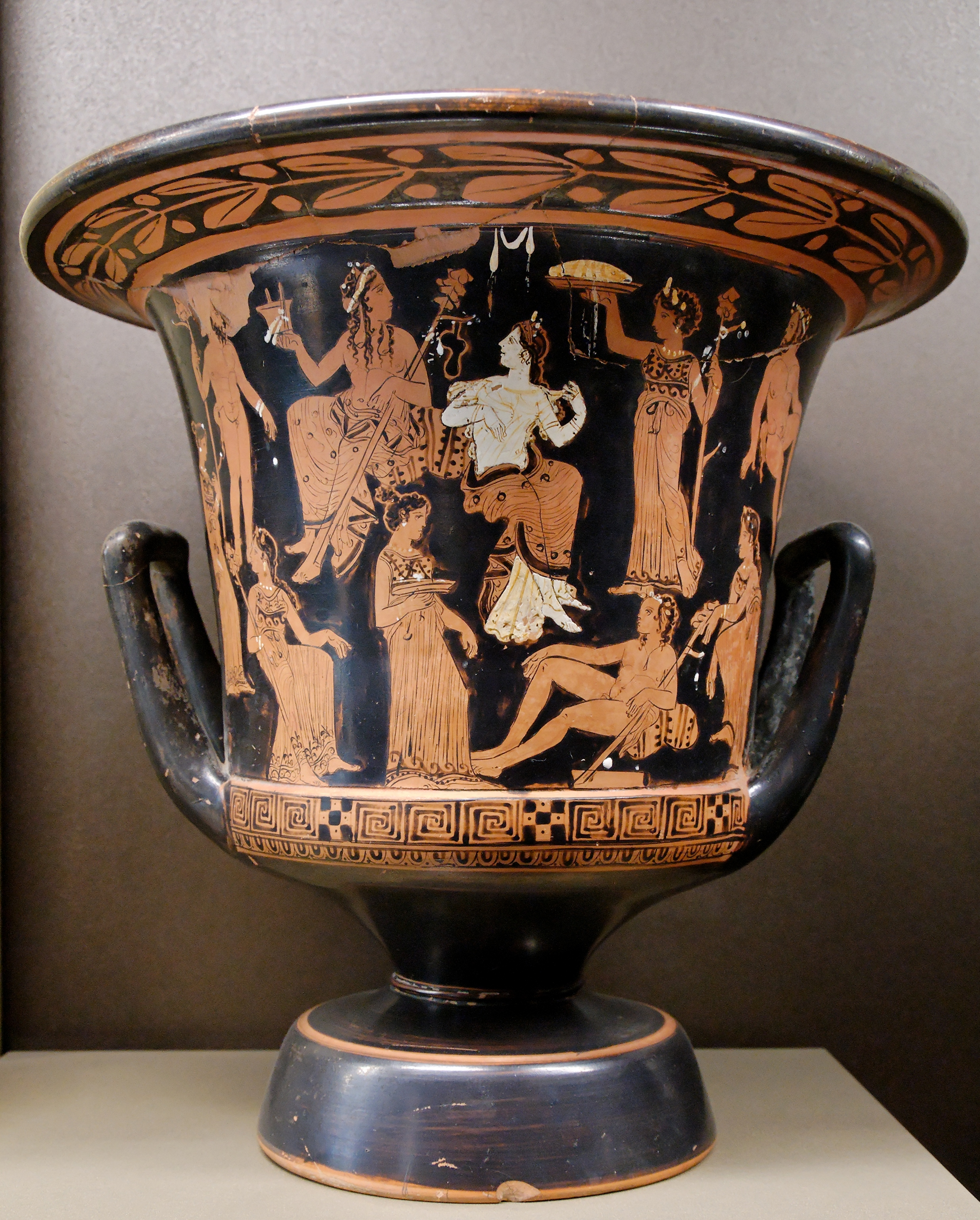
萼型
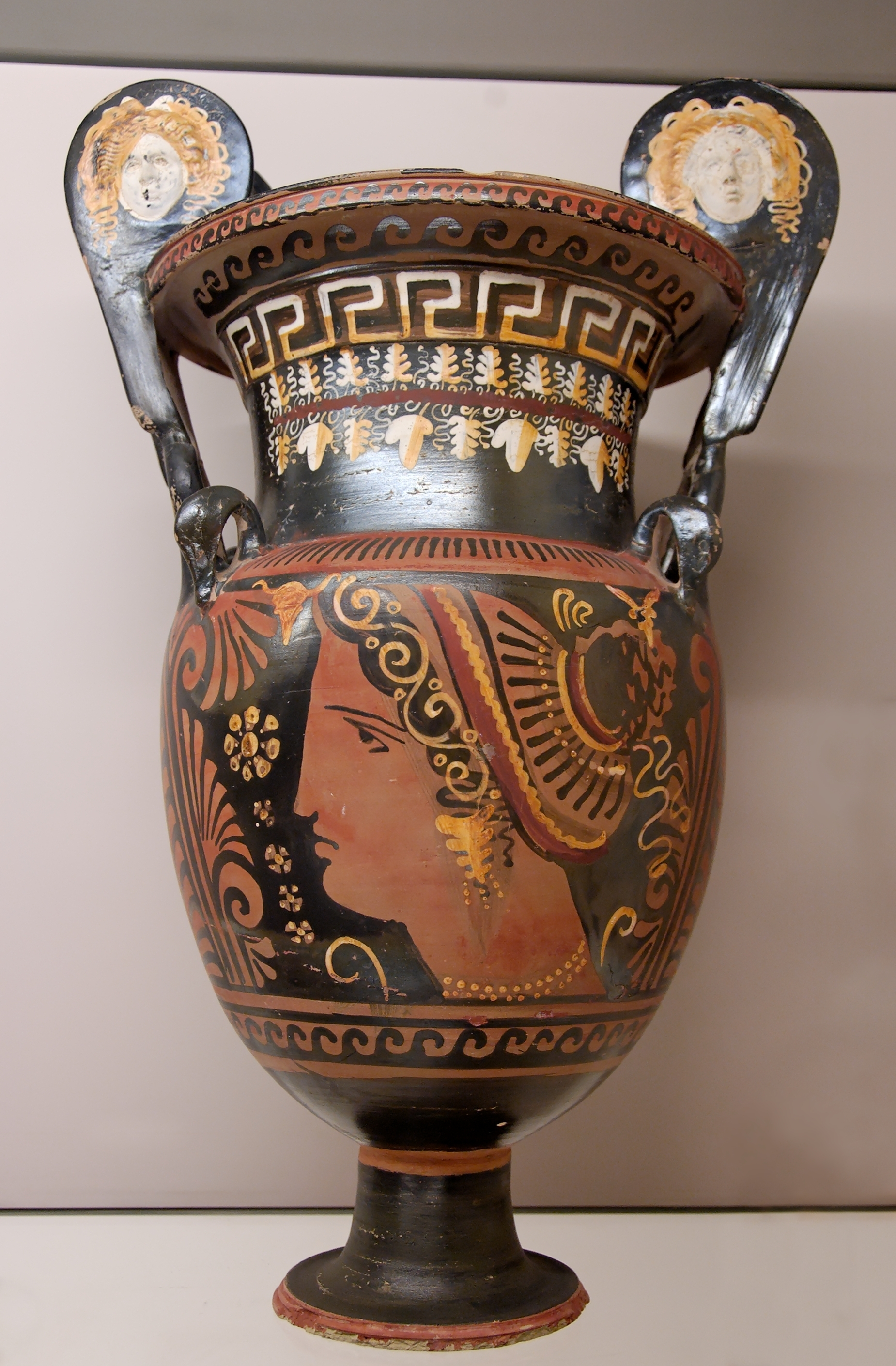
渦巻型
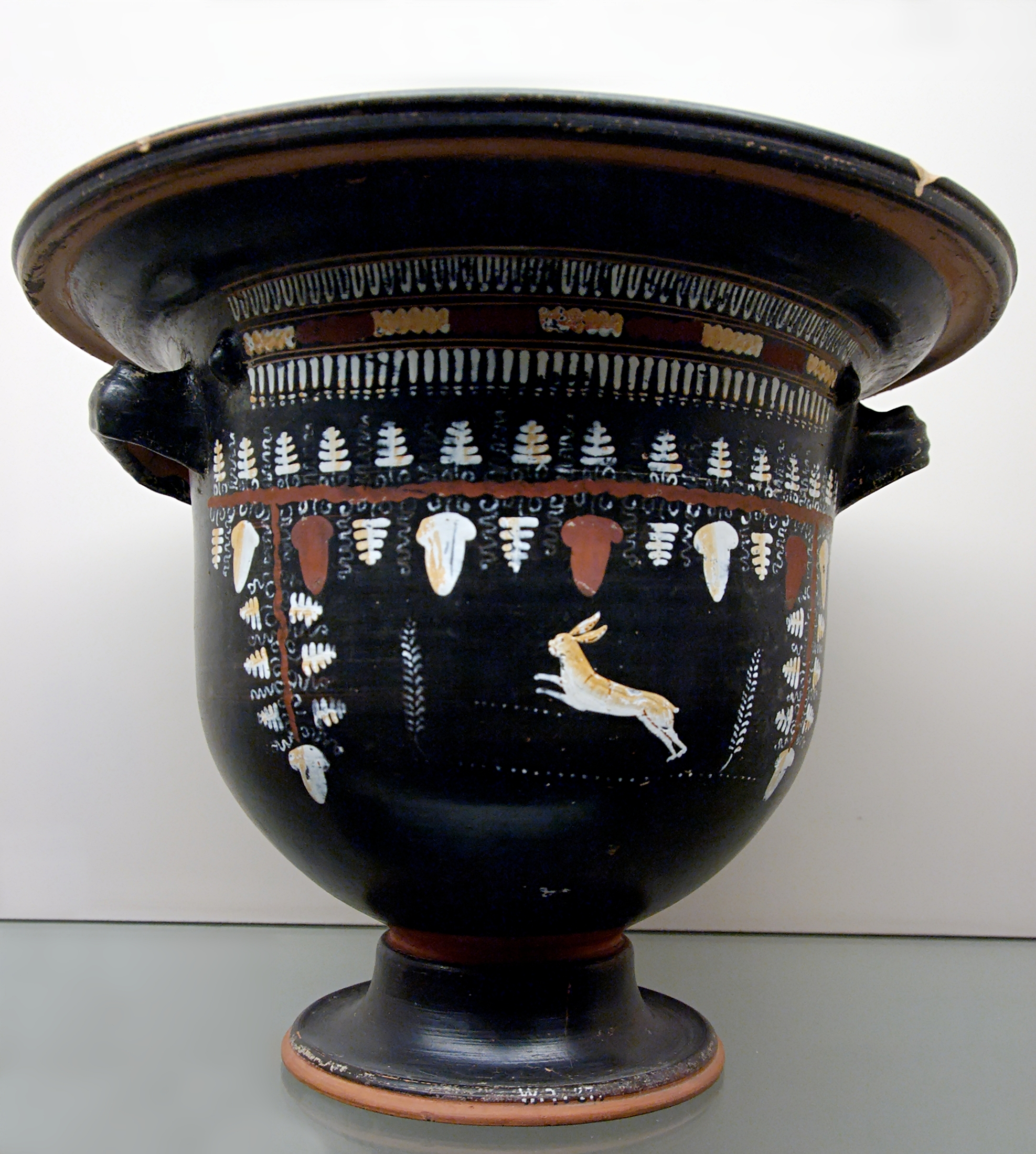
鐘型

## 金属製のクラテール
多くの学者は、元々クラテールは金属製で、それを手本として陶製のものが作られたとしている。大型で有名な金属製クラテールとしては、サモス島の僭主ポリュクラテスが所持していたものやクロイソスがデルポイの神託所に捧げたものがある。初期の青銅製クラテールは（しばしば持ち手部分だけ）2、3現存する（しばしば持ち手部分だけ）が、そのほとんどが渦巻型である。これらはペロポネソス半島のスパルタ、アルゴス、コリントスで主に生産されていた。古典期の間は渦巻型が萼型と共に一般的であり、コリントスと隣接するアッティカの工房の生産が活発だったと考えられる。マケドニアの紀元前4世紀の墓から、渦巻型と萼型の素晴らしいクラテールが出土している。特に Derveni krater は古代ギリシアの金属細工の傑作とされている。